# Mount McKercher
Mount McKercher ist ein 2230 m hoher Berg am Ostrand der antarktischen Ross Dependency. Er ragt im Königin-Maud-Gebirge auf der Ostseite des Scott-Gletschers an der Einmündung des Griffith-Gletschers auf.
Die geologische Mannschaft um Quin Blackburn (1900–1981) entdeckte den Berg im Dezember 1934 bei der zweiten Antarktisexpedition (1933–1935) des US-amerikanischen Polarforschers Richard Evelyn Byrd. Namensgeberin ist Hazel F. McKercher (1889–1972), Byrds Sekretärin bei dieser Forschungsreise.